# 沈焕 (刘宋)
沈焕（430年代？—470年代？），字士蔚，吴兴郡武康县（今浙江省德清县西）人，南北朝刘宋官员，沈雲子的儿子。
沈焕年轻时为驸马都尉、奉朝请。刘劭弑宋文帝，沈焕当时兼中庶子、直坊，强迫他进入台省。刘劭自立为帝，以沈焕为羽林监，他推辞不受，改任员外散骑侍郎，使他防备南谯王刘义宣诸子。宋孝武帝时，历任丞相行参军，员外散骑侍郎，南昌令，有能名。他担任晋平王刘休祐的骠骑中兵记室参军，同僚都以谄媚求进，沈焕独不参与。不久，记室参军周敬祖等被宋明帝所责获罪，沈焕转为谘议参军、南海郡太守。宋后废帝元徽年间，以沈焕为宁远将军、交州刺史，未至交州，病亡，时年四十五岁。